# Список дипломатических миссий Эквадора

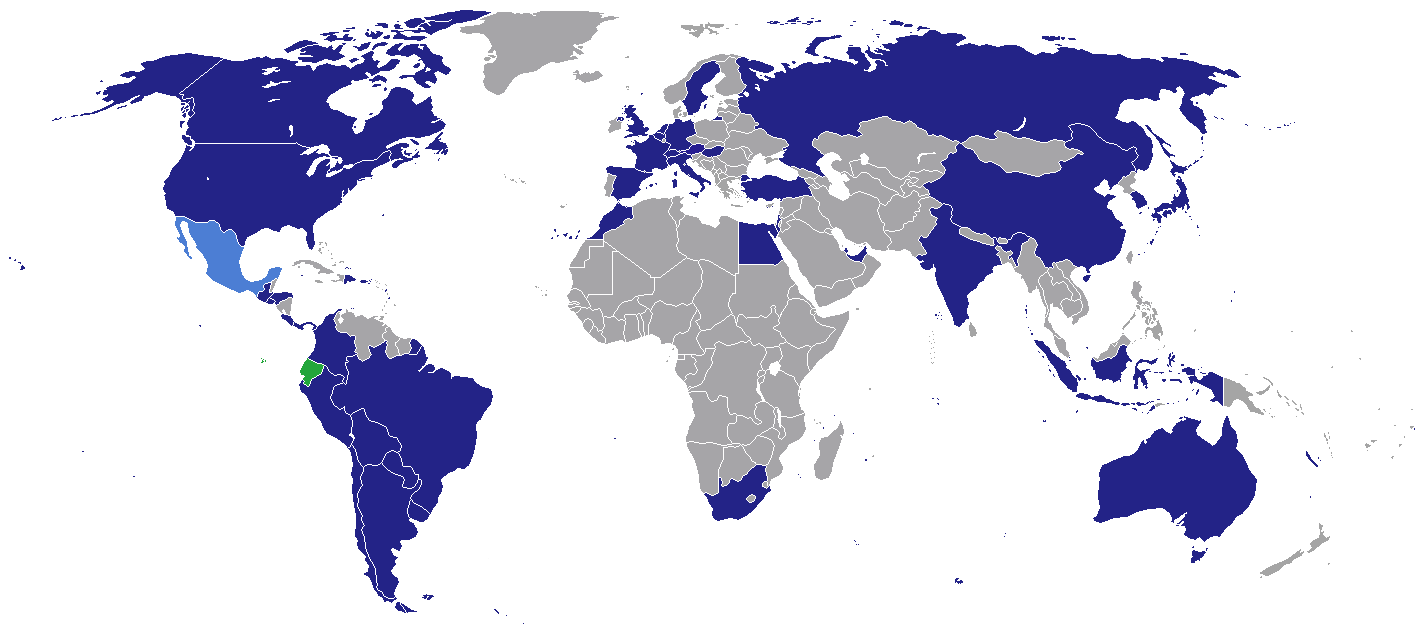

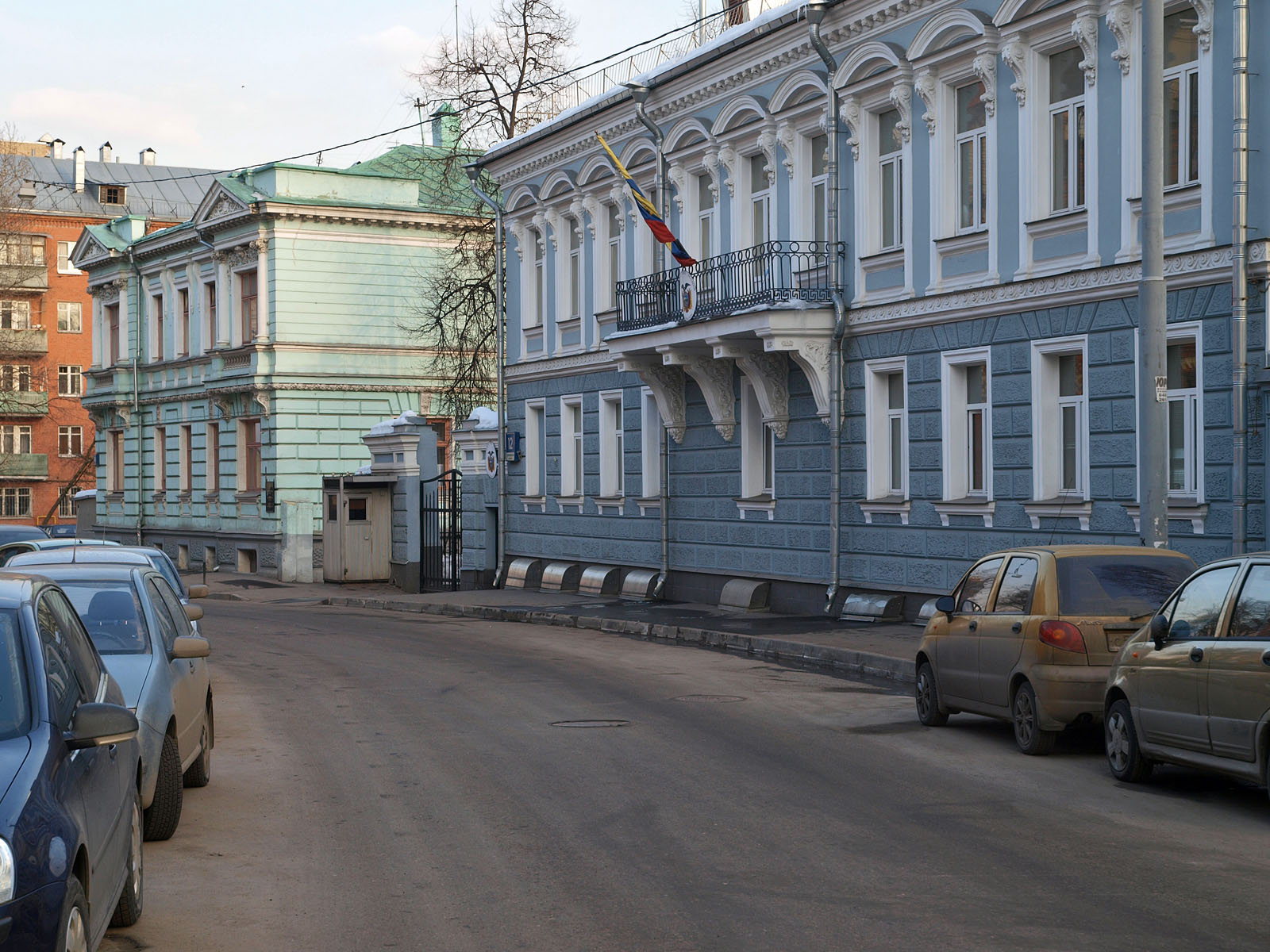
Посольство Эквадора в Москве.

Список дипломатических миссий Эквадора — дипломатические представительства Эквадора сосредоточены преимущественно в странах Америки и Европы.

## Европа
- Австрия, Вена (посольство)
- Бельгия, Брюссель (посольство)
- Франция, Париж (посольство)
- Германия, Берлин (посольство)
  - Гамбург (генеральное консульство)
- Ватикан (посольство)
- Венгрия, Будапешт (посольство)
- Италия, Рим (посольство)
  - Генуя (генеральное консульство)
  - Милан (генеральное консульство)
- Нидерланды, Гаага (посольство)
- Польша, Варшава (посольство)
- Россия, Москва (посольство)
- Испания, Мадрид (посольство)
  - Барселона (генеральное консульство)
  - Малага (генеральное консульство)
  - Мурсия (генеральное консульство)
  - Валенсия (генеральное консульство)
- Швеция, Стокгольм (посольство)
- Швейцария, Берн (посольство)
  - Лозанна (генеральное консульство)
- Великобритания, Лондон (посольство)

## Северная Америка
- Канада, Оттава (посольство)
  - Монреаль (генеральное консульство)
  - Торонто (генеральное консульство)
- Коста-Рика, Сан-Хосе (посольство)
- Куба, Гавана (посольство)
- Доминиканская республика, Санто-Доминго (посольство)
- Сальвадор, Сан-Сальвадор (посольство)
- Гватемала, Гватемала (посольство)
- Гондурас, Тегусигальпа (посольство)
- Мексика, Мехико (посольство)
  - Тапачула (генеральное консульство)
- Никарагуа, Манагуа (посольство)
- Панама, Панама (посольство)
- США, Вашингтон (посольство)
  - Атланта (генеральное консульство)
  - Чикаго (генеральное консульство)
  - Хьюстон (генеральное консульство)
  - Лос-Анджелес (генеральное консульство)
  - Майями (генеральное консульство)
  - Миннеаполис (генеральное консульство)
  - Нью-Хейвен (генеральное консульство)
  - Новый Орлеан (генеральное консульство)
  - Нью-Йорк (генеральное консульство)
  - Ньюарк (генеральное консульство)
  - Финикс (генеральное консульство)
  - Сан-Франциско (генеральное консульство)

## Южная Америка
- Аргентина, Буэнос-Айрес (посольство)
- Боливия, Ла-Пас (посольство)
- Бразилия, Бразилиа (посольство)
- Чили, Сантьяго (посольство)
- Колумбия, Богота (посольство)
  - Кали (консульство)
  - Ипиалес (консульство)
  - Медельин (консульство)
- Парагвай, Асунсьон (посольство)
- Перу, Лима (посольство)
  - Пиура (консульство)
  - Тумбес (консульство)
- Уругвай, Монтевидео (посольство)
- Венесуэла, Каракас (посольство)

## Азия
- Китай, Пекин (посольство)
  - Гуанчжоу (генеральное консульство)
  - Шанхай (генеральное консульство)
- Индия, Нью-Дели(посольство)
- Индонезия, Джакарта (посольство)
- Иран, Тегеран (посольство)
- Израиль, Тель-Авив (посольство)
- Япония, Токио (посольство)
- Южная Корея, Сеул (посольство)
- Малайзия, Куала-Лумпур (посольство)
- Турция, Анкара (посольство)

## Африка
- Египет, Каир (посольство)
- ЮАР, Претория (посольство)

## Океания
- Австралия, Канберра (посольство)
  - Сидней (генеральное консульство)

## Международные организации
- - Брюссель (представительство при ЕС)
  - Женева (постоянная миссия при учреждениях ООН)
  - Монтевидео (постоянная миссия при MERCOSUR)
  - Нью-Йорк (постоянная миссия при ООН)
  - Париж (постоянная миссия при ЮНЕСКО)
  - Рим (постоянная миссия при ФАО)
  - Вашингтон (постоянная миссия при ОАГ)